# بیگان
بیگان یک روستا در ایران است که در Ziarat Rural District واقع شده‌است. بیگان ۷۱۶ نفر جمعیت دارد.